# Pietro Anderloni
Pour les articles homonymes, voir Anderloni.
Pietro Anderloni, né le 12 octobre 1785 à Brescia et mort le 13 novembre 1849 à Galbiate, est un graveur et  peintre néo-classique italien.

## Biographie
Pietro Anderloni naît en 1785 dans la frazione de Sant'Eufemia della Fonte (it) à Brescia. Il est le dernier des sept enfants de Giovanni Battista Anderloni. Son frère Faustino (it) devient aussi graveur. Il prend des cours de dessin chez Stefano Poflazzi dans l'intention de devenir peintre, mais lorsque son frère Faustino devient professeur d'arts à Pavie, Pietro le rejoint. À Pavie, il apprend le dessin, la peinture et la gravure sur cuivre. Il débute à la gravure en reproduisant des anévrismes d'Antonio Scarpa dessinés par son frère. En 1803, il réalise par lui-même une gravure du missionnaire Francesco Checchi.
Il poursuit son perfectionnement de la gravure à Milan, à l'atelier de Giuseppe Longhi, à la recommandation de son frère. Pietro passe neuf ans chez Longhi, et l'aide dans de nombreuses tâches en plus de réaliser ses propres gravures, mais reste dans l'ombre de Longhi. Son maître lui confie cependant la tâche de réaliser la gravure de Napoléon visitant le camp après la bataille d'Eylau d'Antonio Raffaele Calliano (en) pour le vice-roi. Il finit la gravure en 1810, qui lui vaut la médaille d'or d'Italie. Il se spécialise par la suite dans la réalisation de portraits gravés (dont ceux de Longhi, Andrea Appiani, Antonio Canova et Carlo Porta) et dans la reproduction de tableaux de grands maîtres, comme Héliodore chassé du temple de Raphaël.
En 1831, il succède à Longhi en tant que professeur. Il est aussi élu membre correspondant vivant à l'étranger par l'Académie royale néerlandaise des arts et des sciences. Il meurt à dans sa villa de Galbiate en 1849.

## Œuvre

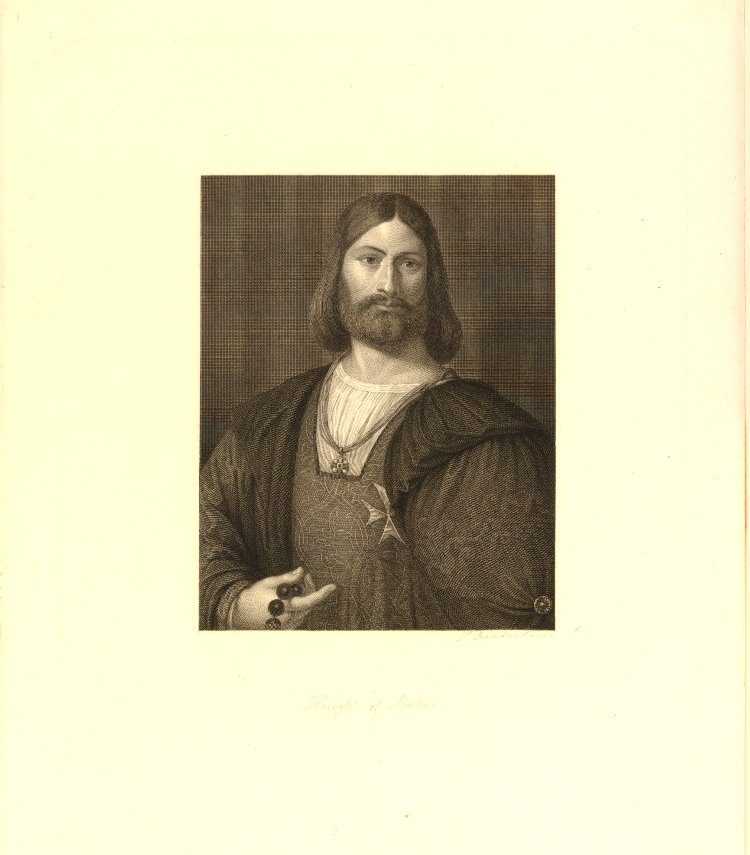
Portrait d'un buste d'un chevalier de Malte, British Museum.

L'œuvre de Pietro Anderloni est très influencé par celui de Giuseppe Longhi. Il pourrait être dit qu'Anderloni était le suiveur et l'interprète le plus fidèle de Longhi. Il a cependant étendu le style de Longhi, allant souvent dans des styles de gravure libres ou pittoresques, ce que son maître n'atteignait pas. On lui doit un meilleur rendu des couleurs, avec de flagrantes variations de tons.